# 特爾斯泰納

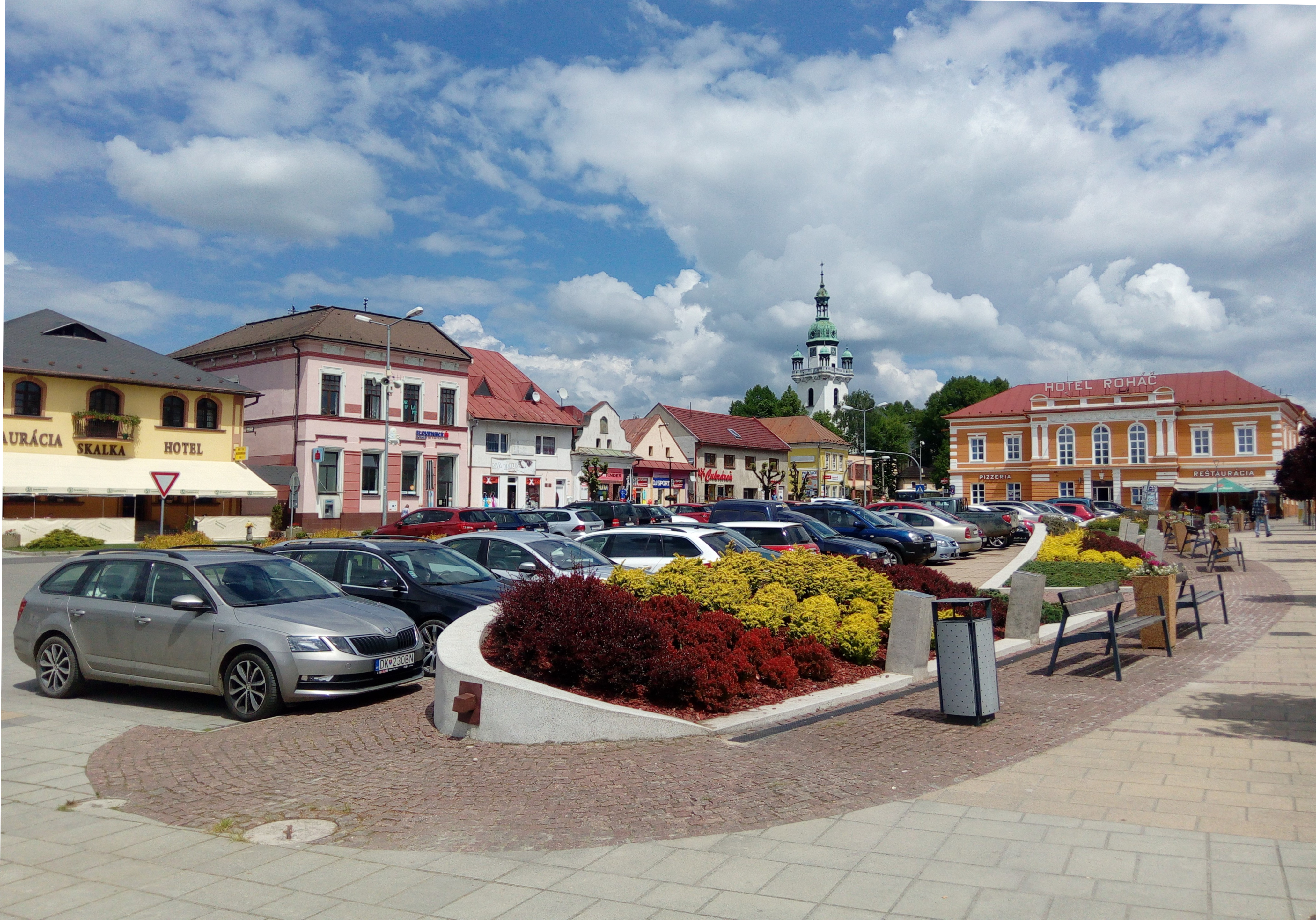

特爾斯泰納是斯洛伐克的城鎮，位於該國北部，由日利納州負責管轄，面積82.54平方公里，海拔高度607米，2005年人口7,551，其中九成居民信奉羅馬天主教。

## 外部連結
- http://www.trstena.sk （页面存档备份，存于）
- Spectacular Slovakia travelguide - Trstená: the hole has it （页面存档备份，存于）